# 2TOUCH
有限会社2TOUCH（英文社名；2TOUCH INC.）は、かつて存在した芸能プロダクション。
2017年に消滅したが、2021年より新会社「ツータッチカンパニー」として再スタートした。

## 沿革・概要
かつて存在したお笑いトリオ「東京ビンゴビンゴダイナマイトジャパン」のメンバー「皆川拓也」が、解散後ピン芸人「ウンパー皆川」として活動を経て引退した後の2005年5月、東京都品川区荏原2-8-2 YSプラザ102に設立。その後、東京都中央区日本橋中洲7-6 アイフェリーク日本橋202に移転。
俳優、モデル、グラビアアイドルなど様々なジャンルのタレントが所属していた。
2017年7月、中古カー用品販売店チェーン「アップガレージ」の持株会社「クルーバーホールディングス」にタレントマネジメント事業を譲渡。クルーバー社が新規資本で芸能事務所「タッチアップエンターテインメント」を設立し、2TOUCHのタレントマネジメント事業・所属タレントおよびスタッフを当該会社に移管させた。社長の皆川も当該会社の取締役社長として経営陣に加わった。
タレントマネジメント事業譲渡後も有限会社2TOUCHの法人自体は残っていたが、2019年2月27日に法人格が消滅した。
2020年にクルーバー社がグループ再編でタッチアップエンターテインメントを吸収合併した後も事業は継続されていたが、2021年、社長の皆川が新資本で「合同会社ツータッチカンパニー」を設立。2TOUCH・タッチアップエンターテインメントからの所属タレントおよびスタッフを引き継いで再スタートした。

## かつて所属していた主なタレント
- 岡村麻純
- 大川成美
- 浅野光
- 加藤久美子
- 今野陽佳
- 谷桃子
- 古崎瞳